# Tommy Chong
Thomas B. Kin Chong, detto Tommy (Edmonton, 24 maggio 1938), è un attore, comico, regista, sceneggiatore e musicista canadese naturalizzato statunitense, noto per essere membro, assieme a Cheech Marin, del duo comico di Cheech & Chong e per aver interpretato il ruolo di Leo Chingkwake nella sit-com That '70s Show.

## Biografia
Chong è nato ad Edmonton, nella provincia canadese di Alberta, il 24 maggio del 1938, figlio di Stanley Chong, un camionista cinese, emigrato in Canada nel corso degli anni venti, e di Lorna Jean Gilchrist, una cameriera canadese di origini nord-irlandesi e francesi.
Residente negli Stati Uniti, dove verso la fine degli anni ottanta ne ha conseguito la cittadinanza, Chong è stato sposato, dal 1960 al 1970, con Maxine Sneed, di origini afro-canadesi e cherokee, dalla quale ha avuto due figlie: Rae Dawn Chong (nata nel 1961), attrice, e Robbi Chong (nata nel 1965), modella ed attrice. Nel 1975 si è risposato con l'attrice statunitense Shelby Fiddis, con la quale tuttora convive e dalla quale ha avuto tre figli; la coppia ha poi adottato, nel 1978, un bambino di origini afro-americane e cinesi, Marcus, anch'egli attore.

## Filmografia parziale

### Attore
- Up in Smoke, regia di Lou Adler e Tommy Chong (1978)
- Cheech e Chong sempre più fumati (Cheech and Chong's Next Movie), regia di Tommy Chong (1980)
- Nice Dreams, regia di Tommy Chong (1981)
- Things Are Tough All Over, regia di Thomas K. Avildsen (1982)
- Still Smoking, regia di Tommy Chong (1983)
- Barbagialla, il terrore dei sette mari e mezzo (Yellowbeard), regia di Mel Damski (1983)
- Cheech & Chong's The Corsican Brothers, regia di Tommy Chong (1984)
- Get Out of My Room, regia di Cheech Marin (1985)
- Fuori orario (After Hours), regia di Martin Scorsese (1985)
- I visitatori del sabato sera (The Spirit of '76), regia di Lucas Reiner (1990)
- Far Out Man, regia di Tommy Chong (1990)
- FernGully - Le avventure di Zak e Crysta (FernGully: The Last Rainforest), regia di Bill Kroyer (1992) - voce
- La scuola più pazza del mondo (Senior Trip), regia di Kelly Makin (1995)
- La mia flotta privata (McHale's Navy), regia di Bryan Spicer (1997)
- Zootropolis, regia di Rich Moore e Byron Howard (2016) - voce
- Il colore venuto dallo spazio (Color Out of Space), regia di Richard Stanley (2019)

### Regista
- Up in Smoke (1978)
- Cheech e Chong sempre più fumati (Cheech and Chong's Next Movie (1980)
- Nice Dreams (1981)
- Still Smoking (1983)
- Cheech & Chong's The Corsican Brothers (1984)
- Far Out Man (1990)

### Televisione
- Miami Vice - serie TV, episodio 2x21 (1986)
- Nash Bridges - serie TV, 1 episodio (1997)
- Dharma & Greg - serie TV, 1 episodio (1999)
- That '70s Show - serie TV, 66 episodi (1999-2006)
- Aiutami Hope! (Raising Hope) - serie TV, 1 episodio (2014)

## Doppiatori italiani
Nelle versioni in italiano delle opere in cui ha recitato, Tommy Chong è stato doppiato da:
- Orso Maria Guerrini in Cheech e Chong sempre più fumati
- Franco Latini in Barbagialla, il terrore dei sette mari e mezzo
- Paolo Buglioni in Fuori Orario
- Angelo Nicotra in La scuola più pazza del mondo
- Giovanni Petrucci ne La mia flotta privata
- Wladimiro Grana in Half Baked
- Sergio Luzi in That '70s Show (st. 8)
- Dario Penne in Jay e Silent Bob - Ritorno a Hollywood
- Vittorio Stagni in Disjointed
- Edoardo Siravo ne Il colore venuto dallo spazio
- Gianluca Machelli in That '90s Show

Da doppiatore è sostituito da:
- Giorgio Lopez in FernGully - Le avventure di Zak e Crysta
- Sergio Di Giulio ne I Simpson
- Paolo Ruffini in Zootropolis